# Corbelin
Corbelin település Franciaországban, Isère megyében. Lakosainak száma 2368 fő (2022. január 1.). Corbelin Les Avenières-Veyrins-Thuellin, La Bâtie-Montgascon, Chimilin, Dolomieu, Faverges-de-la-Tour és Granieu községekkel határos.

## Népesség
A település népességének változása:
| Lakosok száma | 1547 | 1723 | 1799 | 2021 | 2218 | 2223 | 2235 | 2238 | 2281 | 2368 |
|               | 1968 | 1982 | 1990 | 2006 | 2013 | 2015 | 2017 | 2019 | 2020 | 2022 |